# 官式大厝
官式大厝，简称为厝，是闽南地区典型的传统民居类型。因闽南地区普遍采用红砖砌墙，又被称红砖大厝。官式大厝广泛分布于中国福建的福州、厦门、漳州、泉州一带，臺灣和各国唐人街亦有分布。官式大厝由中原地区四合院住宅演变而来，平面上往往呈现三进二落或五进二落，在解决整个家族居住需求的同时于轴线设置天井和中庭，以解决中国东南沿海湿热环境下的采光、通风需求。官式大厝采用硬山式屋顶，曲面屋顶和高高翘起的燕尾脊，還使用红砖砌墙是其在建筑外观上的显著特征。